# ドロ・ペッシュ
ドロ・ペッシュ（DORO、Dorothee Pesch、1964年6月3日 - ）は、ドイツ出身の女性ロックミュージシャン、シンガーソングライター、音楽プロデューサー。
同国を代表するHR/HM系女性ボーカリストの先駆者、象徴的存在として知られる。米『LA Weekly』誌選出「女性メタル・シンガー TOP10」で2位。
※バンド活動のソロ名義である「DORO」も、この項目で説明する。

## 略歴・背景
デュッセルドルフ出身。幼少期から歌い始め、ピアノなどを習っていた。学生時代にはグラムロックなどのロック・ミュージックに興味を持つようになる。
1980年、地元のインディーズ・バンド「Snakebite」に加入し、ボーカリストとして音楽活動を始める。デモを作成するもデビューまでには至らず、翌年にバンドは解散。

### ウォーロック時代（1982年 - 1989年）
1982年、旧Snakebiteメンバーに加え、交流があったロックバンド「Beast」のメンバーらと、HR/HMバンド「ウォーロック(Warlock)」を結成。ソングライターとしても名を連ねる。
1984年、ラルフ・ヒューベルト（メコン・デルタ主宰）らがエンジニアを務めた1stアルバム『Burning the Witches』でデビュー。当時では希少だった女性ボーカルを配するHR/HMバンドという事もあり、大きな注目を集めた。
翌年には大手レーベル「ヴァーティゴ」と契約し、2ndアルバム『Hellbound』でメジャーデビュー。1986年の3rdアルバム『True as Steel』に伴うライブでは、大型ロックフェス「モンスターズ・オブ・ロック」に女性アーティストとして初めて出演する。
同年に拠点をアメリカ合衆国に移して、新たなマネージメントと契約した翌1987年、4thアルバム『Triumph and Agony』を発表。これが全米ビルボードチャート80位にランクイン。全米ツアーも好評で、バンドは隆盛を極める。
しかし翌1988年、盟友マイケル・ユーリック(Ds)が脱退し、オリジナルメンバーは自身のみになる。更に旧マネージメント側とでバンド名などの権利問題が勃発。法廷闘争にまで発展し、ウォーロック名義が差し止められる。裁判は2011年まで続き、最終的には自身の権利を認められた。

### ソロ活動開始（1989年 - 2002年）

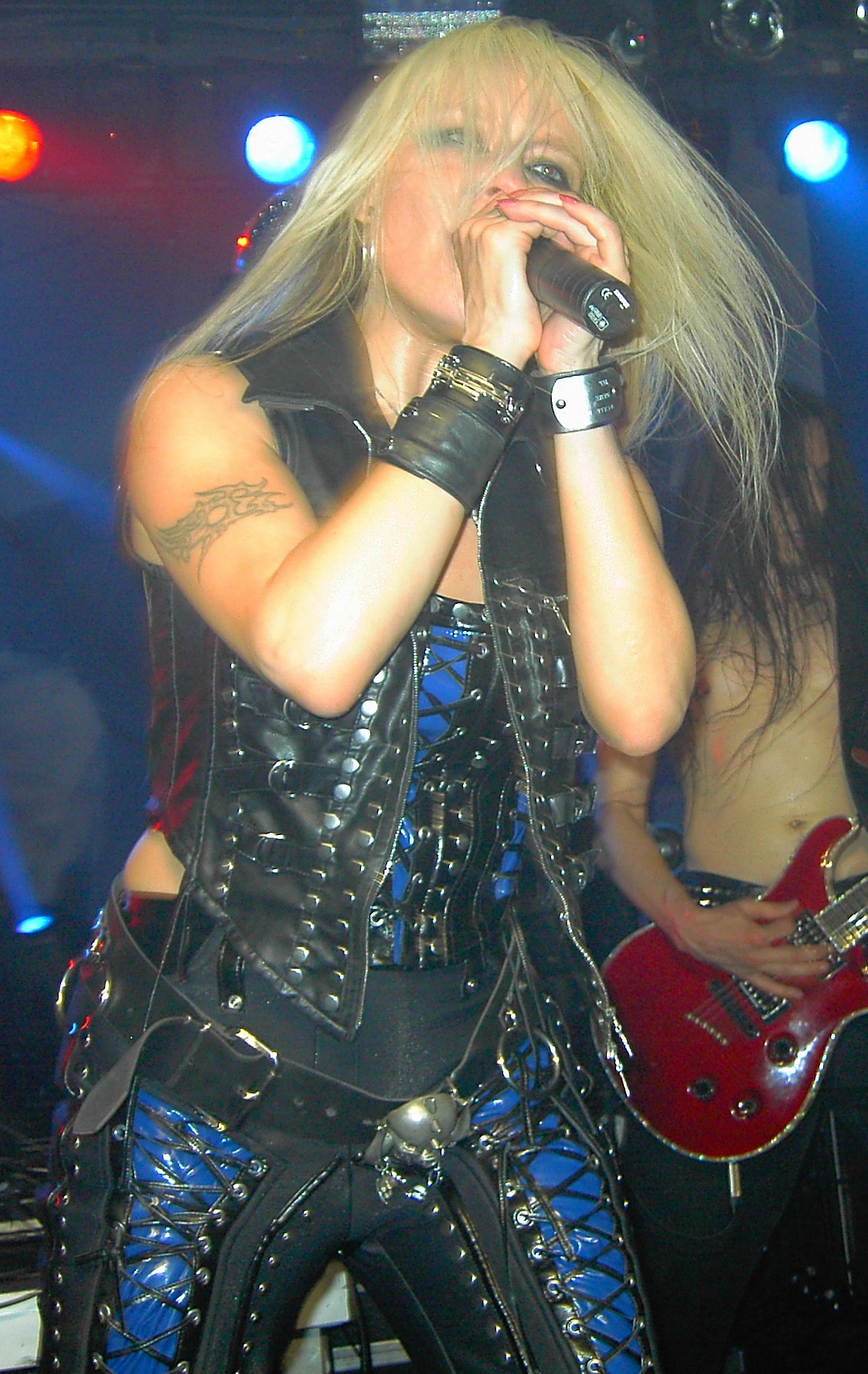
オランダ・ヘルモント公演 (2006年4月)

1989年、ウォーロック名義の活動が頓挫したため、次作として予定していたアルバム『Force Majeure』をレーベルからの意向もあって、ソロ名義「DORO」のデビューアルバムとしてリリース。ウォーロック在籍メンバーも本作のみで解消し、パーソナルバンドを率いての活動に移行していく。
1990年、プロデュースにジーン・シモンズやトミー・セイヤーらが関わった2ndソロアルバム『Doro』をリリース。事実上最初のソロ作として制作され、アメリカナイズされたハードロック、もしくはポップロックなスタイルに転向した。以降も、ほぼ同様な路線でコンスタントにリリースを重ねる。
2000年にリリースした7thソロアルバム『Calling the Wild』のゲストには、レミー・キルミスター, スラッシュ, スティーヴ・スティーヴンス, アル・ピトレリ, エリック・シンガー, ボブ・キューリック他、HR/HM系ミュージシャンの面々が多数名を連ね、原点のヘヴィ路線に回帰する。また、自身も初めてプロデュースに参画した。
2001年、同郷で同じ時代を体現してきた同世代の女性ボーカリスト、ザビーナ・クラッセン（ホーリー・モーゼス）と共演。以降、女性アーティスト達との関わりも意識し始める。

### メタル・クイーンとして〜以降（2003年 - 現在）

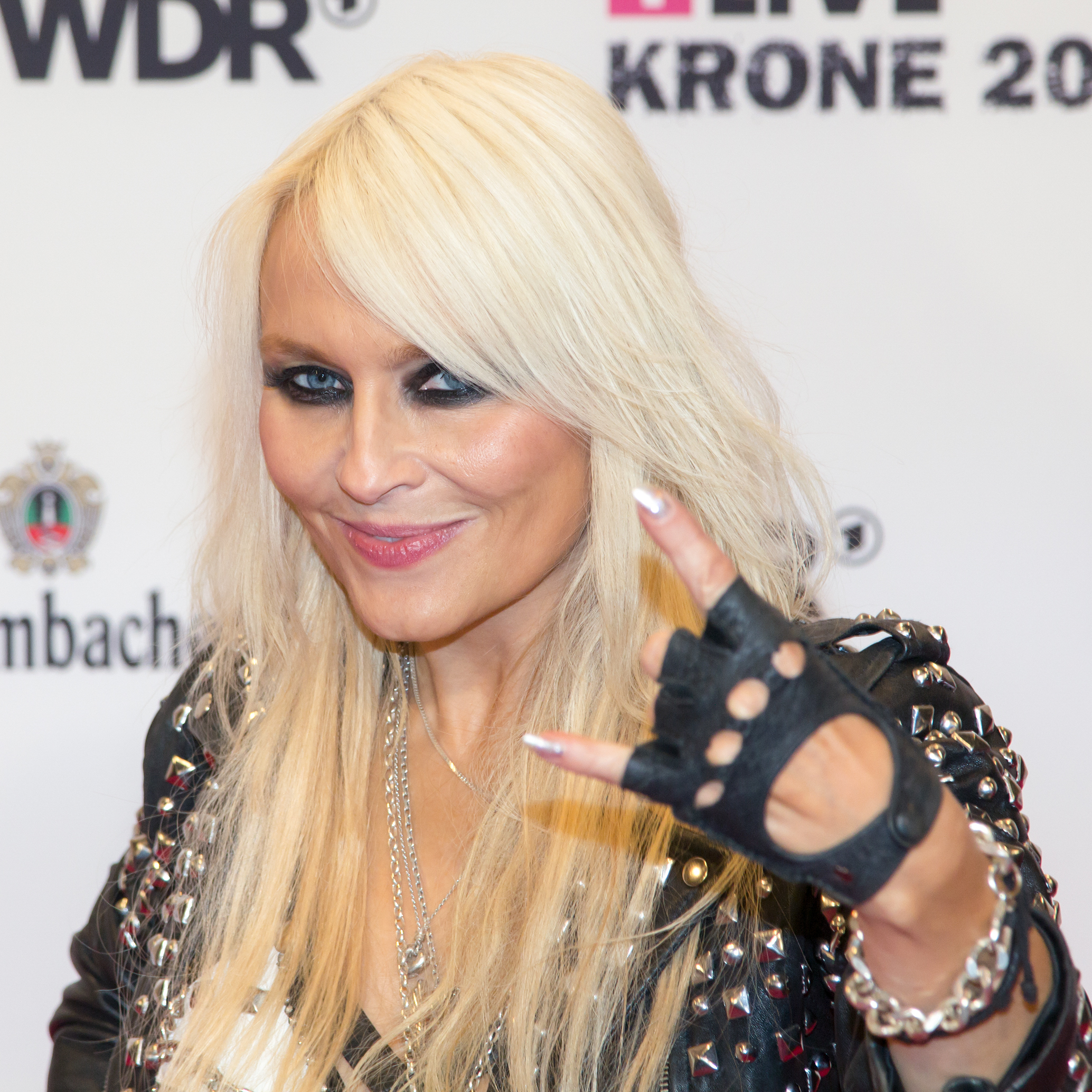
ドイツ・ラジオ局｢1LIVE｣主催表彰式にて (2014年12月)

2003年/2004年、デビュー20周年時期のライブで、旧ウォーロック・メンバーと共演。アコースティック/シンフォニックに再録した9thソロアルバム『Classic Diamonds』のコンセプトに伴い、「The Classic Night Orchestra」を率いてツアーを展開、ブレイズ・ベイリーや日本のSAEKOも同行した。また、この頃からファン・コミュニティらの間で "メタル・クイーン" と呼ばれ始め浸透していく。
その後、映画に出演し女優業にも進出。そのサウンドトラック曲も収録した節目の10thソロアルバム『Warrior Soul』を2006年にリリース。映画のプロモーションも兼ね、世界各地をライブツアーで周る。
2008年末、デビュー25周年を記念した地元デュッセルドルフのISSドーム・ライブに、ザビーナ・クラッセン（ホーリー・モーゼス）, リヴ・クリスティン（リーヴズ・アイズ）, ターヤ・トゥルネン（元ナイトウィッシュ）, フロール・ヤンセン（アフター・フォーエヴァー）, ジーン・チョウ（クリプテリア）ら女性ボーカリスト、また、クラウス・マイネ, ルドルフ・シェンカー, アクセル・ルディ・ペルら母国の重鎮達、旧ウォーロック・メンバー他多数のミュージシャンが祝うために集結した。この模様はライブ作品『25 Years in Rock... and Still Going Strong』として2010年に発表。
2009年、母国最大のHR/HMフェス「ヴァッケン・オープン・エア」の開催20周年を記念した楽曲制作を担当。シングル・リリースもされ、同フェスで披露した。11thソロアルバム『Fear No Evil』のゲストにザビーナ・クラッセン, ターヤ・トゥルネンのほか、アンジェラ・ゴソウ（アーチ・エネミー）が参加し話題となる。翌2010年には初来日公演を果たす。
2010年代に入ると、女性ロック界のレジェンドとして認識され始め、各地で表彰されるようになる。2013年、英『METAL HAMMER』誌選出による「Golden God Legend award」を受賞。米『LA Weekly』誌の「女性メタル・シンガー TOP10」では2位に選出された。
2014年、デビュー30周年記念のライブを開催し、それに伴うコンピレーション作品『Strong and Proud』を2016年にリリース。ウリ・ジョン・ロート, ウド・ダークシュナイダーら母国の重鎮が参加した。
2018年、大物ゲストが多数参加した6年ぶり2枚組の大作ソロアルバム『Forever Warriors, Forever United』を発表。国内チャートでは歴代最高の4位を記録した。関連インタビュー内で、リタ・フォードとの将来的な共演も示唆している。同年、『ヘヴィ・メタル・ヒストリー』の殿堂入り。

## ギャラリー

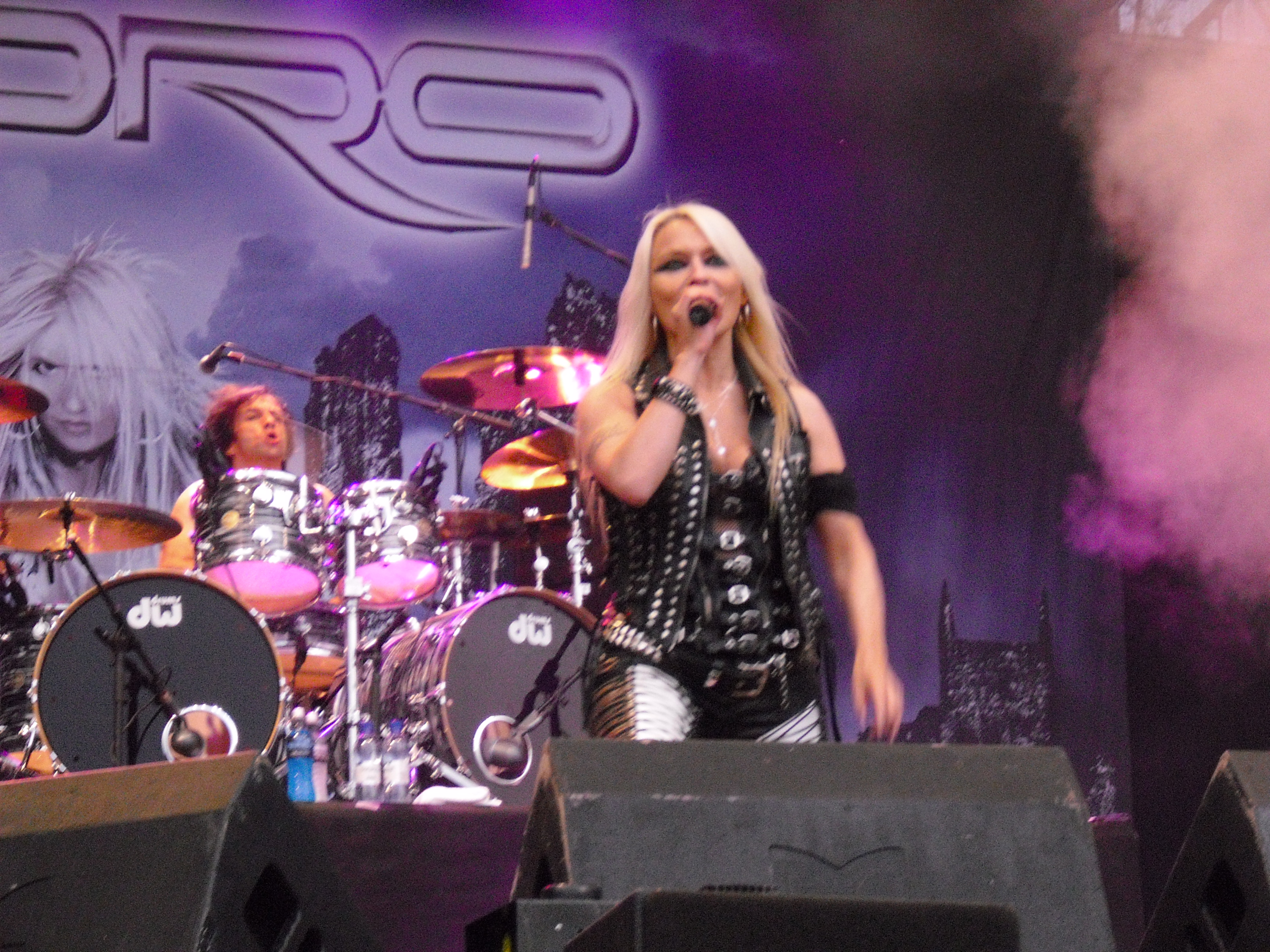
ノルウェー・クヴィネスダル公演 (2009年4月)
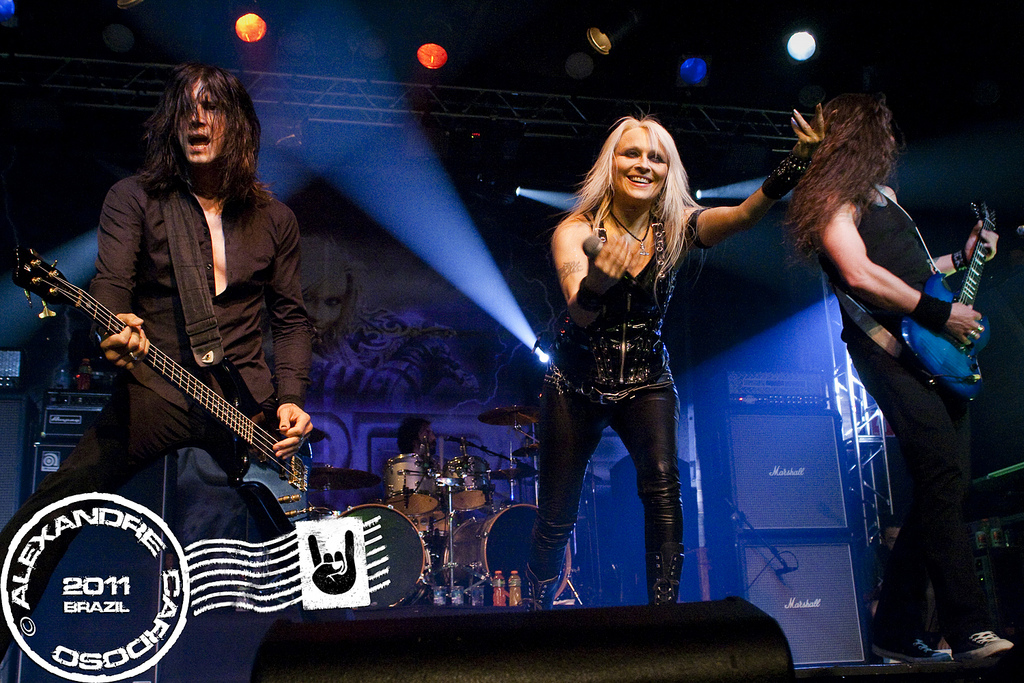
ブラジル・サンパウロ公演 (2011年4月)
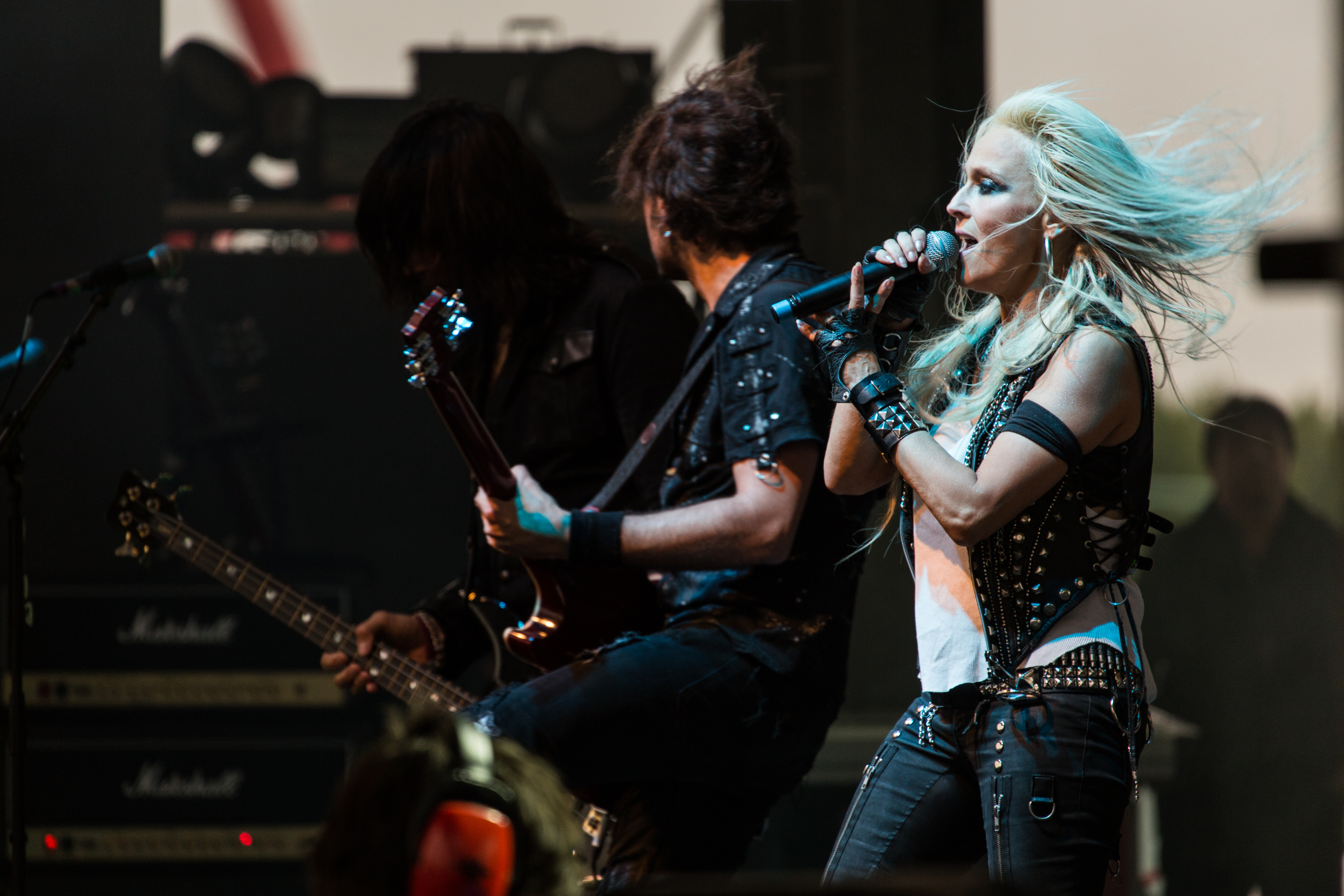
ドイツ・ゲルゼンキルヒェン公演 (2015年5月)
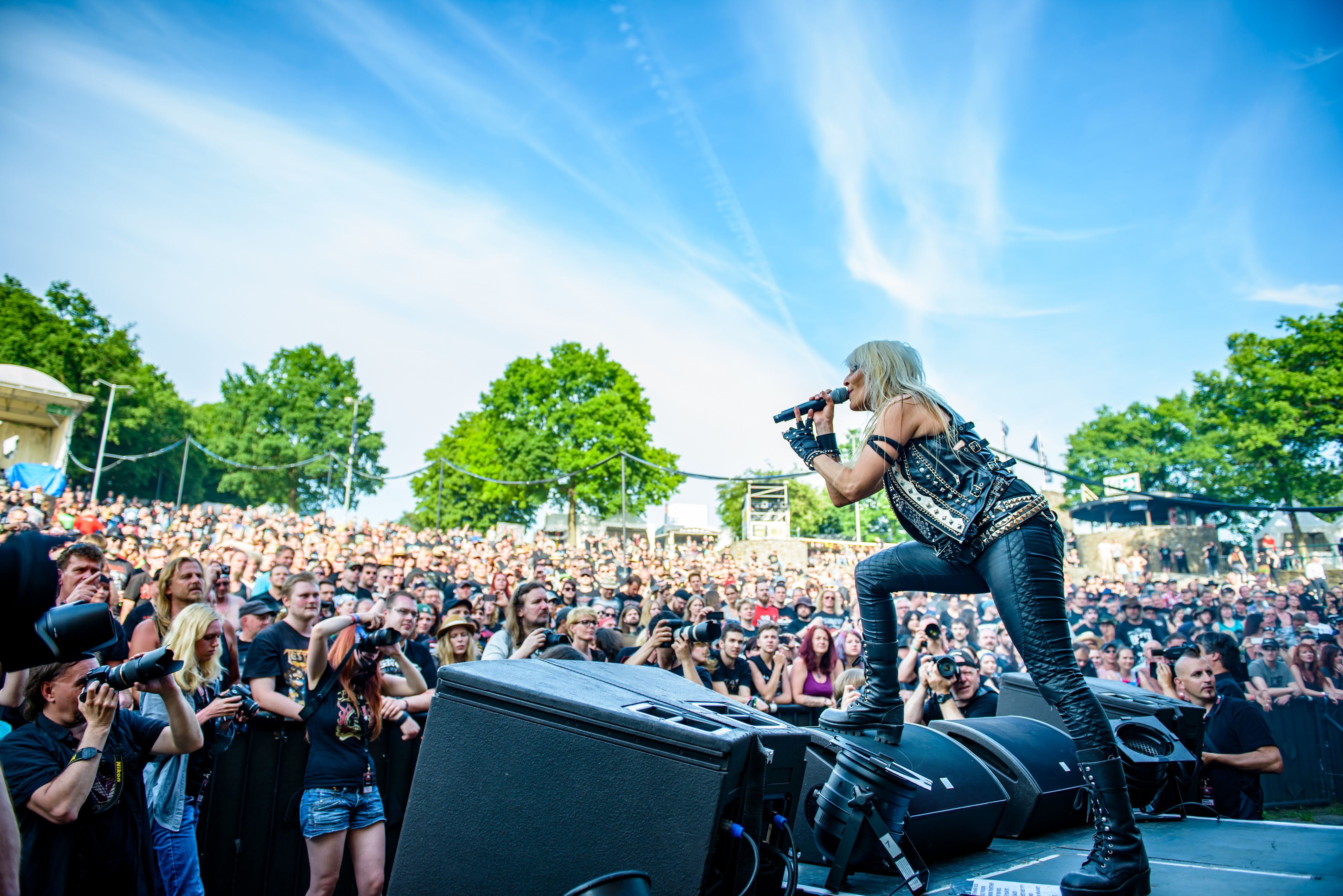
ドイツ・ローレライ公演 (2016年6月)
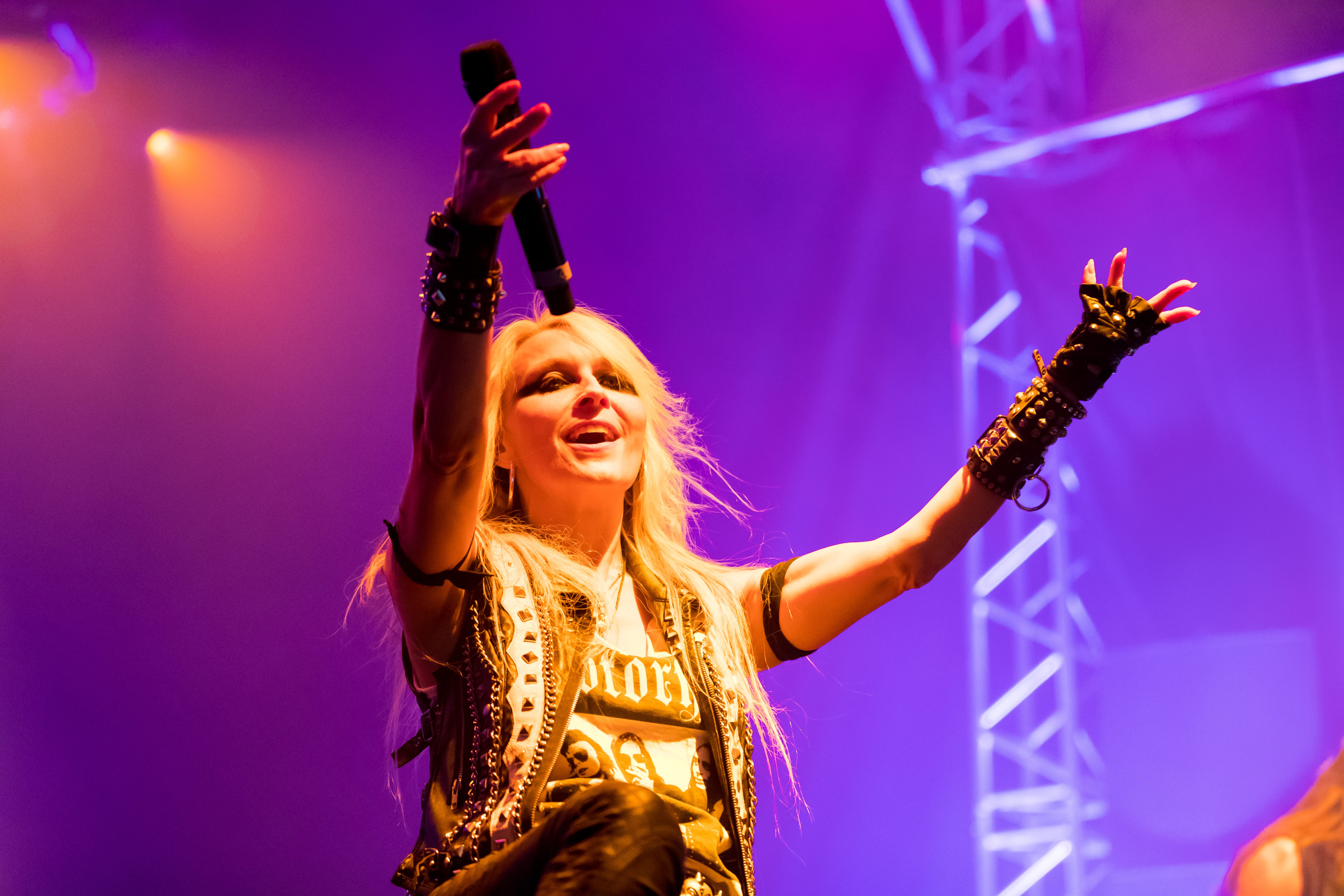
ドイツ・マンハイム公演 (2017年6月)
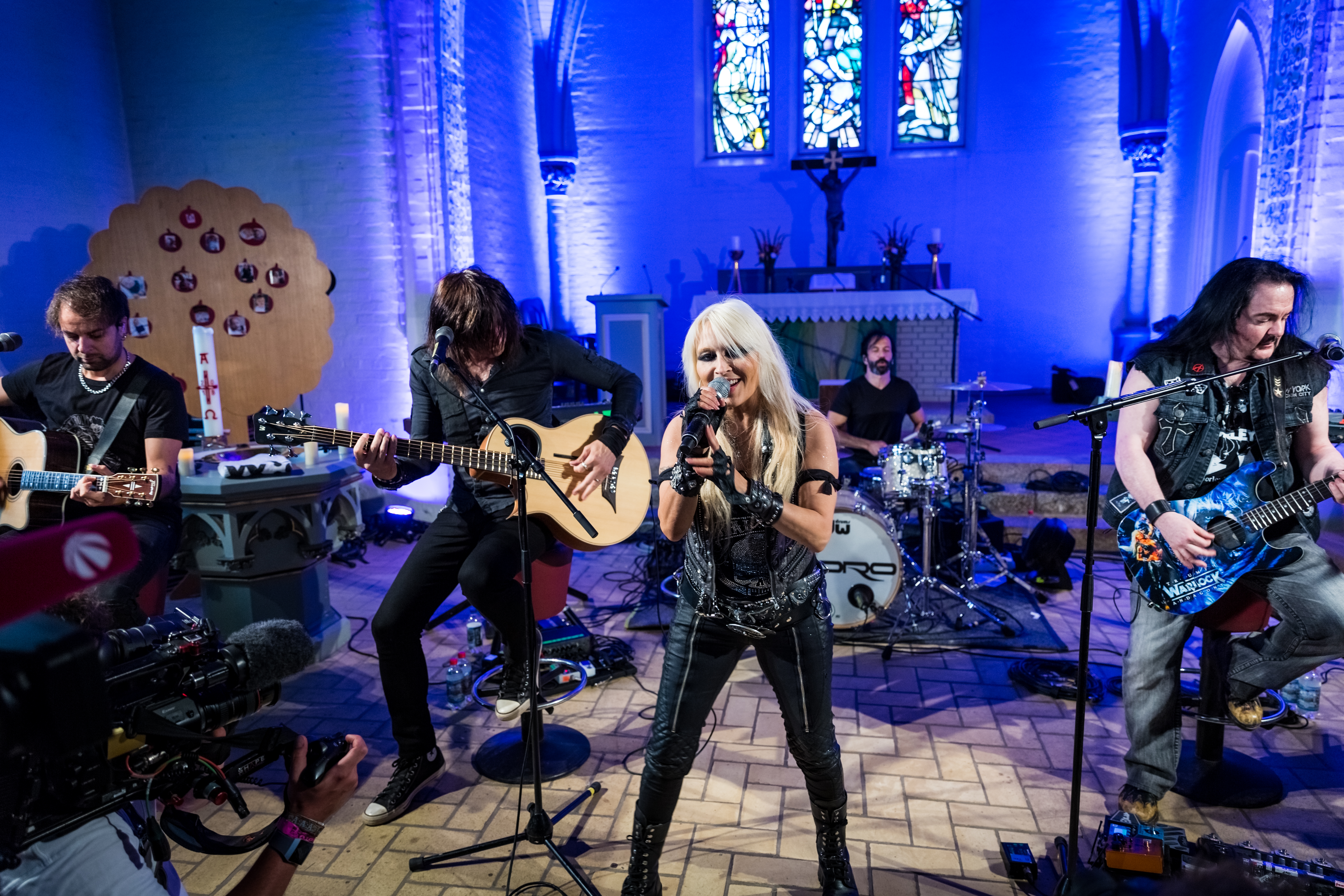
ドイツ・ヴァッケン公演の企画にて (2018年8月)

## DOROバンド
DORO（ドロ）は、ドロ・ペッシュのソロ転向後に発足した、バックサポートを務めるパーソナル・バンド。基本的にはドロ・ペッシュ個人が楽曲制作の全権を担うが、メンバーと共作する場合もある。2010年代はメンバー交代も少なく安定していた。

### メンバー
※2023年7月時点

#### 現ラインナップ
- ドロ・ペッシュ (Doro Pesch) - ボーカル (1989- )
- バス・マース (Bas Maas) - ギター (2008- )
- ビル・ハドソン (Bill Hudson) - ギター (2021- )
- ステファン・ハーケンホフ (Stefan Herkenhoff) - ベース/キーボード (2021- )
- ジョニー・ディー (Johnny Dee) - ドラムス (1993–1995, 1998- )

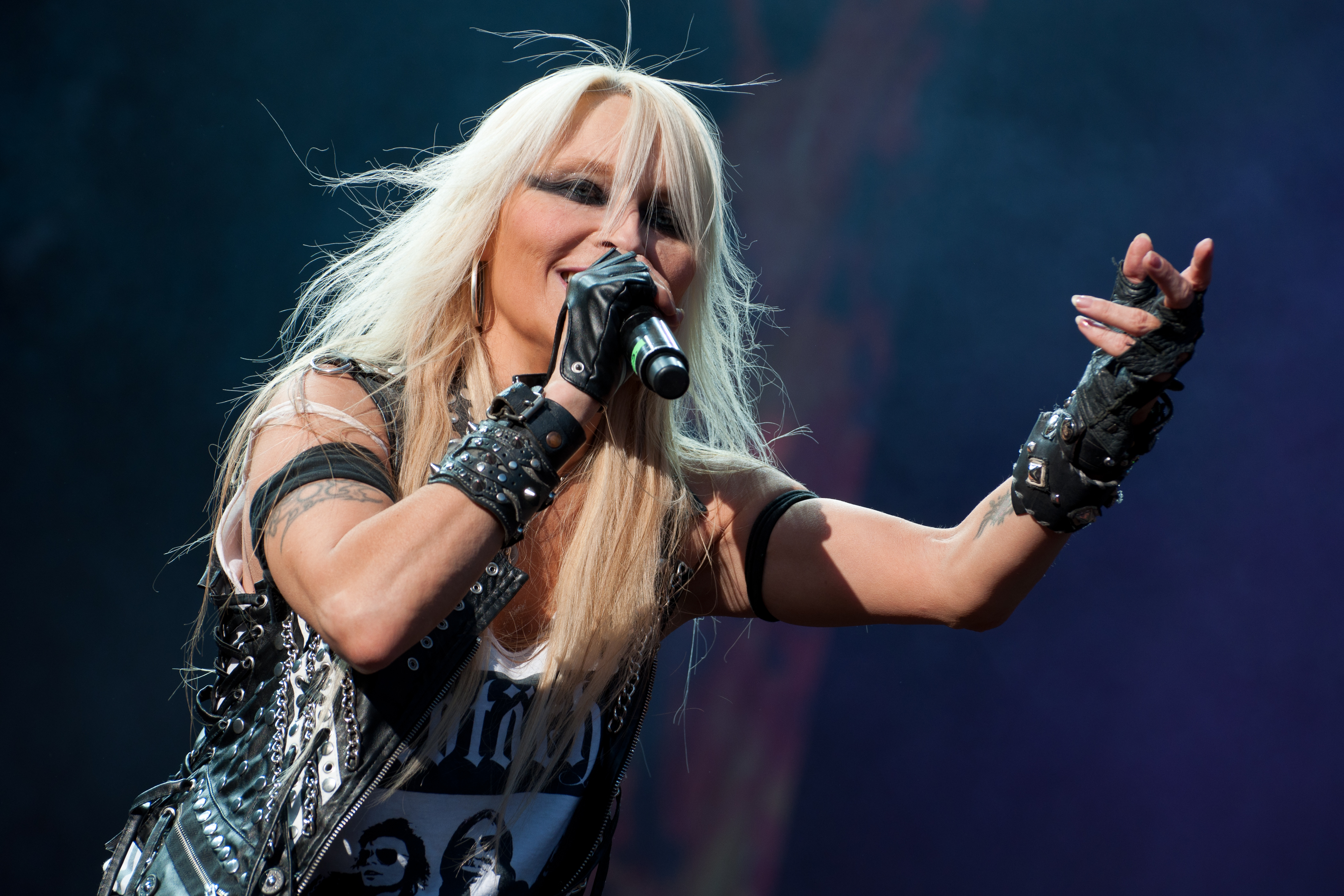
ドロ・ペッシュ(Vo) 2018年
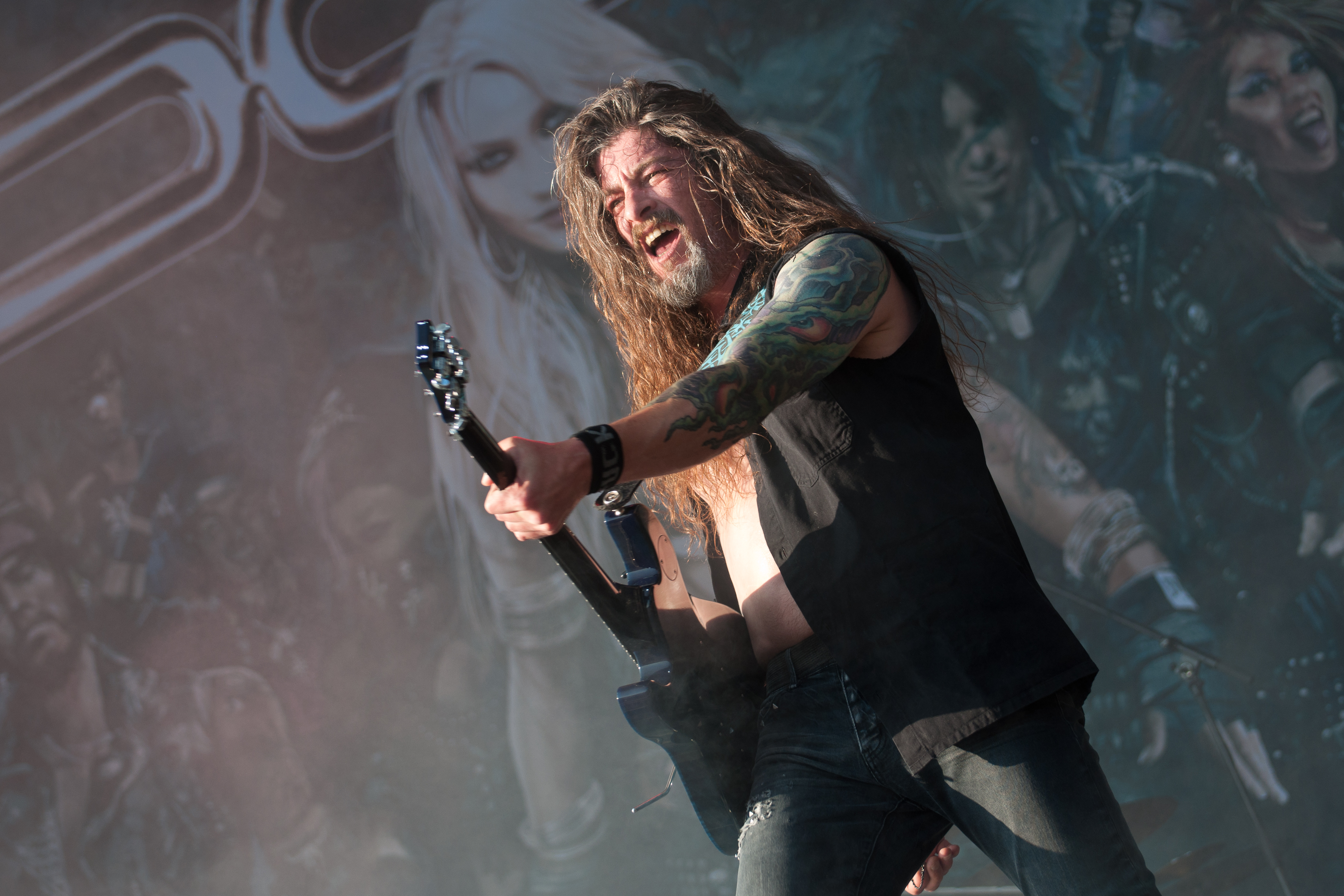
バス・マース(G) 2018年
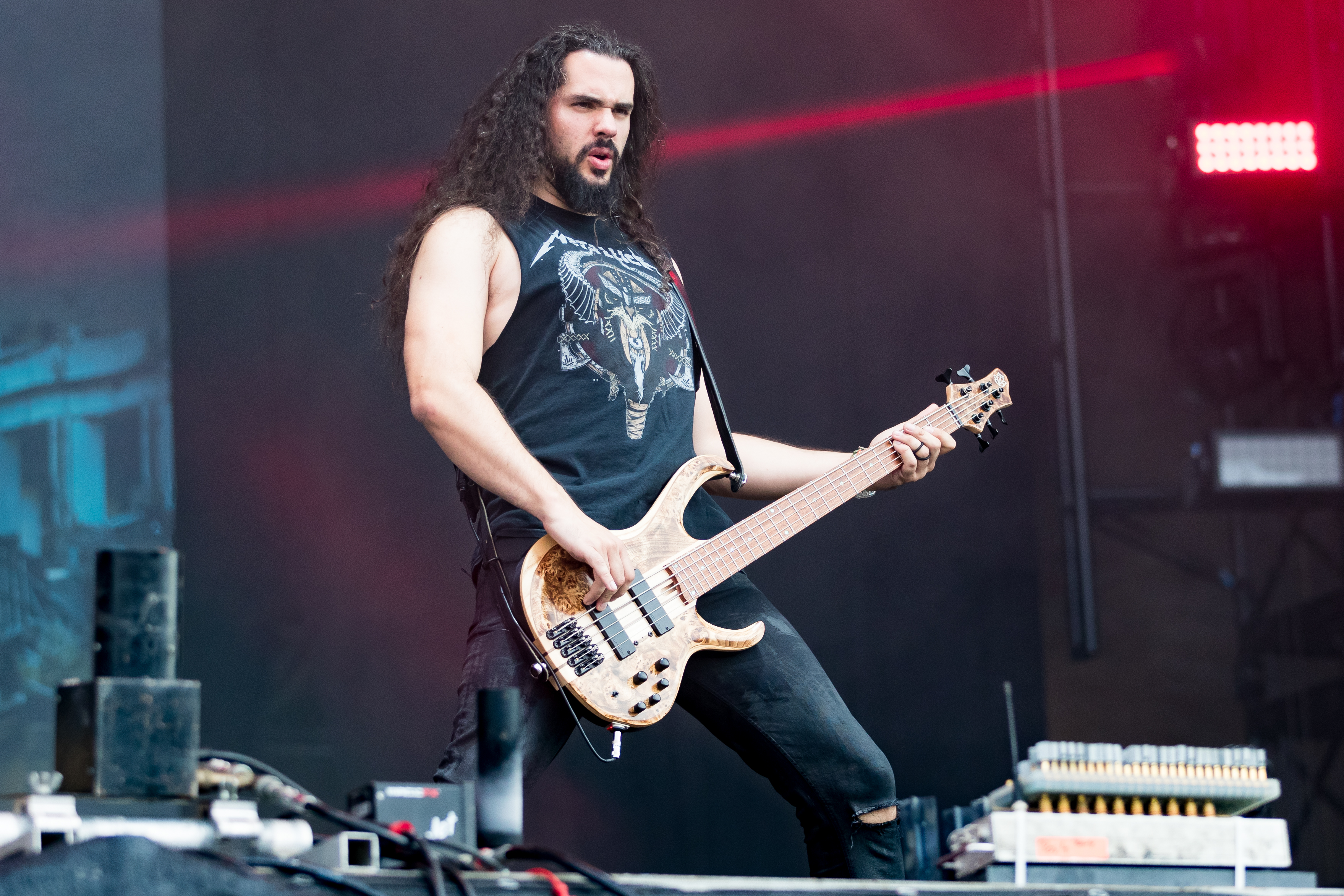
ステファン・ハーケンホフ(B) 2019年
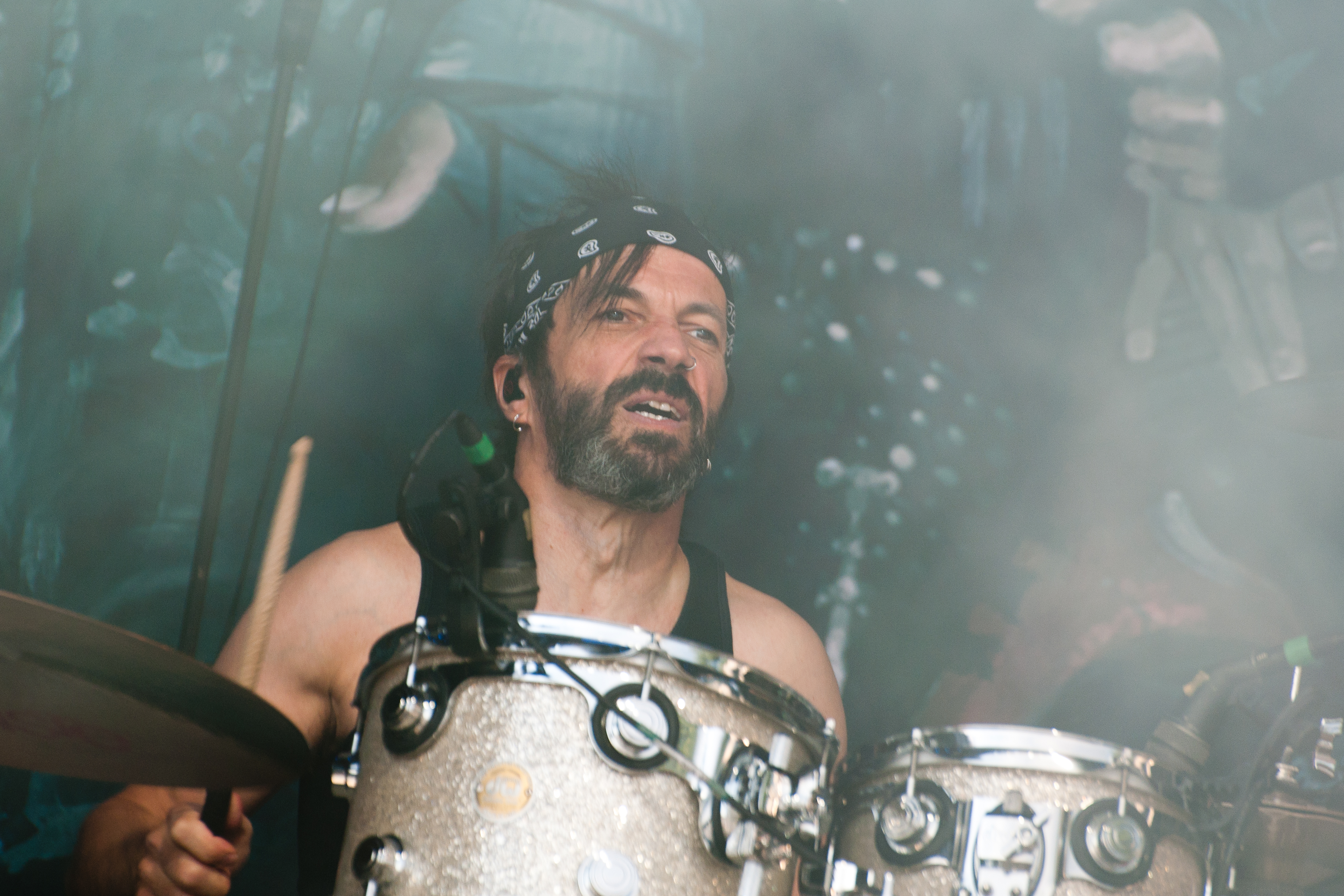
ジョニー・ディー(Ds) 2018年

#### 旧メンバー
- ジョン・レヴィン (Jon Levin) - ギター (1989)
- トミー・ヘンリクセン (Tommy Henriksen) - ベース (1989)
- ボビー・ロンディネリ (Bobby Rondinelli) - ドラムス (1989)
- ポール・モリス (Paul Morris) - キーボード (1989-1990)
- トーマス・ジュード (Thomas Jude) - ギター (1990)
- トム・クームス (Tom Coombs) - ドラムス (1990)
- ニック・ダグラス (Nick Douglas) - ベース/キーボード (1990-2020)
- マイケル・ティレル (Michael Tyrrell、Michael Shawn) - ギター (1991-1992)
- ジェフ・ブルーノ (Jeff Bruno) - キーボード/ギター (1991-1992)
- トニー・マック (Tony Mac) - ドラムス (1991-1992)
- クリス・ブランコ (Chris Branco) - ドラムス (1993)
- ジミー・ディレラ (Jimmy DiLella) - キーボード/ギター (1993-1995)
- ジョー・テイラー (Joe Taylor) - ギター (1993-2009)
- ラス・アーウィン (Russ Irwin) - キーボード/ギター (1995-1996)
- フランク・フェラー (Frank Ferrer) - ドラムス (1995-1996)
- マリオ・パリッロ (Mario Parillo) - キーボード/ギター (1998-2001)
- オリバー・パロタイ (Oliver Palotai) - キーボード/ギター (2001-2011)
- ロバート・カトリック (Robert Katrikh) - ギター (2008)
- ハリソン・ヤング (Harrison Young) - キーボード/ギター (2009-2015)
- ルカ・プリンシオッタ (Luca Princiotta) - ギター/キーボード (2009-2021)

## ディスコグラフィ

### アルバム

#### スタジオアルバム
- Force Majeure (1989)
- Doro (1990)
- True at Heart (1991)
- Angels Never Die (1993)
- Machine II Machine (1995)
- Love Me in Black (1998)
- Calling the Wild (2000)
- Fight (2002)
- Classic Diamonds (2004)
- Warrior Soul (2006)
- Fear No Evil (2009)
- Raise Your Fist (2012)
- Forever Warriors, Forever United (2018)
- Conqueress Forever Strong and Proud (2023)

#### ライブアルバム
- Doro Live (1993)
- 25 Years in Rock... and Still Going Strong (2010)

#### コンピレーション
- Rare Diamonds (1991)
- The Ballads (1998)
- Metal Queen - B-Sides & Rarities (2007)
- Strong and Proud -30years of Rock and Metal- (2016)

ほか

### ライブビデオ
- Rare Diamonds (1991)
- Doro Live '93 (1993)
- Für Immer (2003)
- Classic Diamonds - The DVD (2004)
- 20 Years – A Warrior Soul (2006)
- 25 Years in Rock... and Still Going Strong (2010)
- Strong and Proud -30years of Rock and Metal- (2016)

### ウォーロック名義
アルバム
- Burning the Witches (1984)
- Hellbound (1985)
- True as Steel (1986)
- Triumph and Agony (1987)

ライブビデオ
- Metal Racer / Doro Pesch and Warlock: Live (1985/2001)[10]